# Trouble (Bonnie McKee)
| Recensione | Giudizio |
| ---------- | -------- |
| AllMusic   |          |

Trouble è il primo album in studio della cantante statunitense Bonnie McKee, pubblicato il 28 settembre 2004.

## Descrizione
L'album, pubblicato dall'etichetta discografica Reprise Records, contiene dodici tracce, tra cui il singolo Somebody, pubblicato il 20 luglio dello stesso anno.
Le canzoni presenti sull'album sono tutte state scritte da Bonnie all'età di 14 e 15 anni e riflettono gli avvenimenti nella sua vita a quell'età. La McKee ha registrato e prodotto sei delle tracce nel 2001 e le ha inserite su una demo che è stata inviata a produttori, radio locali di Seattle, nonché alla National Public Radio.

## Tracce
1. Trouble – 4:03
2. When It All Comes Down – 4:05
3. Open Your Eyes – 4:59
4. Somebody – 4:12
5. A Voice That Carries – 4:48
6. Honey – 4:45
7. Green Grass – 4:20
8. January – 4:07
9. Marble Steps – 4:27
10. Sensitive Subject Matter – 3:05
11. I Hold Her – 3:09
12. Confessions of a Teenage Girl – 2:55